# Intraville
Intraville is een dorp en voormalige gemeente in het Franse departement Seine-Maritime in de regio Normandië en telt 223 inwoners (2005). De plaats maakt deel uit van het arrondissement Dieppe.

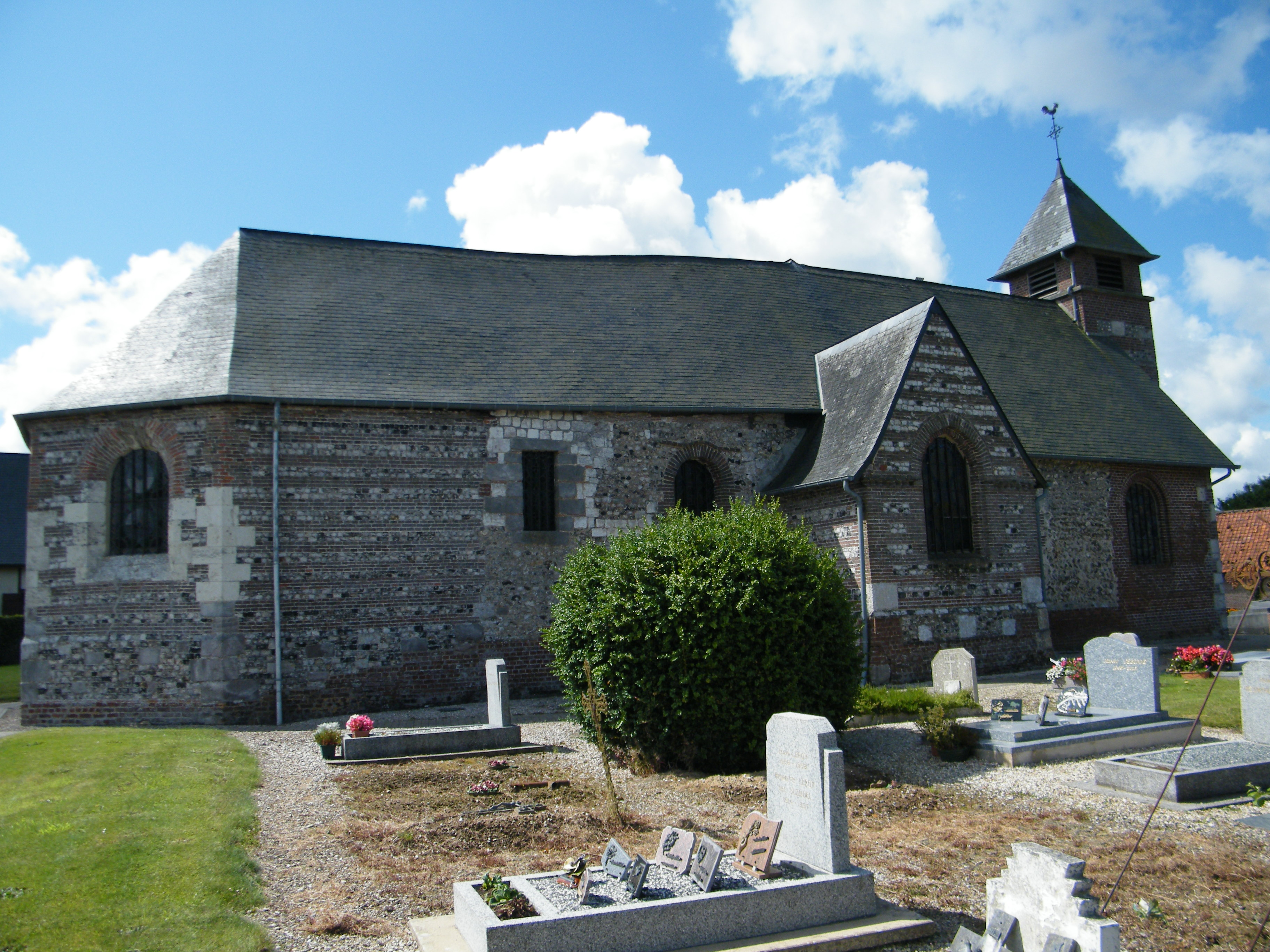
Église Saint-Séverin

## Geschiedenis
Oude vermeldingen van de plaats gaan terug tot eind 12de eeuw en begin 13de eeuw als Wintreharth en Witreharvilla. Op de 18de-eeuwse Cassinikaart is de plaats aangeduid als Intraville.
Op het eind van het ancien régime eind 18de eeuw, toen de gemeenten werden gecreëerd, werd Intraville een gemeente.
Intraville is op 1 januari 2016 gefuseerd met de gemeenten Assigny, Auquemesnil, Belleville-sur-Mer, Berneval-le-Grand, Biville-sur-Mer, Bracquemont, Brunville, Derchigny, Glicourt, Gouchaupre, Greny, Guilmécourt, Penly, Saint-Martin-en-Campagne, Saint-Quentin-au-Bosc, Tocqueville-sur-Eu en Tourville-la-Chapelle tot de commune nouvelle Petit-Caux.

## Geografie
De oppervlakte van Intraville bedraagt 4,7 km², de bevolkingsdichtheid is 47,4 inwoners per km².
De onderstaande kaart toont de ligging van Intraville met de belangrijkste infrastructuur en aangrenzende gemeenten.

## Bezienswaardigheden
- De Église Saint-Séverin

## Demografie
Onderstaande figuur toont het verloop van het inwonertal (bron: INSEE-tellingen).